# Rennrodel-Weltcup 1988/89
Die Weltcupsaison 1988/89 im Rennrodeln begann am 10. Dezember 1988 im damals jugoslawischen Sarajevo  und endete am 19. Februar 1989 im kanadischen Calgary. Ein weiterer Saisonhöhepunkt waren die Rennrodel-Weltmeisterschaften, die in Winterberg in der Bundesrepublik Deutschland stattfanden.
Gesamtweltcupsieger wurde bei den Frauen Ute Oberhoffner aus der DDR, bei den Männern siegte Georg Hackl aus der Bundesrepublik Deutschland und bei den Doppelsitzern gewann das italienische Duo Hansjörg Raffl/Norbert Huber seinen bereits vierten Gesamtweltcup.
Die Saison wurde an sechs Weltcupstationen ausgetragen, davon befand sich eine mit Calgary in Übersee.

## Weltcupergebnisse
| Datum                 | Ort          | Disziplin     | Sieger                       | Zweiter                       | Dritter                           |
| --------------------- | ------------ | ------------- | ---------------------------- | ----------------------------- | --------------------------------- |
| 10./11. Dezember 1988 | Sarajevo     | Einsitzer (F) | Ute Oberhoffner              | Julia Antipowa                | Gerda Weissensteiner              |
| 10./11. Dezember 1988 | Sarajevo     | Einsitzer (M) | Jens Müller                  | Georg Hackl                   | Juri Chartschenko                 |
| 10./11. Dezember 1988 | Sarajevo     | Doppel (M)    | Kurt Brugger Wilfried Huber  | Hansjörg Raffl Norbert Huber  | Stefan Ilsanker Georg Hackl       |
| 17./18. Dezember 1988 | Igls         | Einsitzer (F) | Julia Antipowa               | Gerda Weissensteiner          | Ute Oberhoffner                   |
| 17./18. Dezember 1988 | Igls         | Einsitzer (M) | Jens Müller                  | Johannes Schettel             | Georg Hackl                       |
| 17./18. Dezember 1988 | Igls         | Doppel (M)    | Hansjörg Raffl Norbert Huber | Jörg Hoffmann Jochen Pietzsch | Thomas Schwab Wolfgang Staudinger |
| 7./8. Januar 1989     | Oberhof      | Einsitzer (F) | Ute Oberhoffner              | Julia Antipowa                | Irina Kussakina                   |
| 7./8. Januar 1989     | Oberhof      | Einsitzer (M) | Georg Hackl                  | Johannes Schettel             | Jens Müller                       |
| 7./8. Januar 1989     | Oberhof      | Doppel (M)    | Stefan Krausse Jan Behrendt  | Jörg Hoffmann Jochen Pietzsch | Hansjörg Raffl Norbert Huber      |
| 14./15. Januar 1989   | Königssee    | Einsitzer (F) | Gerda Weissensteiner         | Ute Oberhoffner               | Julia Antipowa                    |
| 14./15. Januar 1989   | Königssee    | Einsitzer (M) | Georg Hackl                  | Johannes Schettel             | Norbert Huber                     |
| 14./15. Januar 1989   | Königssee    | Doppel (M)    | Stefan Krausse Jan Behrendt  | Stefan Ilsanker Georg Hackl   | Thomas Schwab Wolfgang Staudinger |
| 21./21. Januar 1989   | Hammarstrand | Einsitzer (F) | Gerda Weissensteiner         | Ute Oberhoffner               | Julia Antipowa                    |
| 21./21. Januar 1989   | Hammarstrand | Einsitzer (M) | Georg Hackl                  | Norbert Huber                 | Jens Müller                       |
| 21./21. Januar 1989   | Hammarstrand | Doppel(M)     | Hansjörg Raffl Norbert Huber | Stefan Krausse Jan Behrendt   | Stefan Ilsanker Georg Hackl       |
| 18./19. Februar 1989  | Calgary      | Einsitzer (F) | Gabriele Kohlisch            | Ute Oberhoffner               | Gerda Weissensteiner              |
| 18./19. Februar 1989  | Calgary      | Einsitzer (M) | Georg Hackl                  | Jens Müller                   | Johannes Schettel                 |
| 18./19. Februar 1989  | Calgary      | Doppel(M)     | Hansjörg Raffl Norbert Huber | Kurt Brugger Wilfried Huber   | Jörg Hoffmann Jochen Pietzsch     |

## Weltcupstände

### Frauen
| Rang | Rodlerin             | Land               |
| ---- | -------------------- | ------------------ |
| 1.   | Ute Oberhoffner      | DDR                |
| 2.   | Gerda Weissensteiner | Italien            |
| 3.   | Julia Antipowa       | Sowjetunion        |
| 4.   | Bonny Warner         | Vereinigte Staaten |
| 5.   | Susi Erdmann         | DDR                |
| 6.   | Irina Kussakina      | Sowjetunion        |

### Männer
| Rang | Rodler            | Land       |
| ---- | ----------------- | ---------- |
| 01.  | Georg Hackl       | BRD        |
| 02.  | Jens Müller       | DDR        |
| 03.  | Johannes Schettel | BRD        |
| 04.  | Norbert Huber     | Italien    |
| 05.  | René Friedl       | DDR        |
| 05.  | Markus Prock      | Österreich |

### Doppelsitzer
| Rang | Duo                               | Land    |
| ---- | --------------------------------- | ------- |
| 01.  | Hansjörg Raffl/Norbert Huber      | Italien |
| 02.  | Stefan Krausse/Jan Behrendt       | DDR     |
| 03.  | Jörg Hoffmann/Jochen Pietzsch     | DDR     |
| 04.  | Stefan Ilsanker/Georg Hackl       | BRD     |
| 05.  | Kurt Brugger/Wilfried Huber       | Italien |
| 06.  | Thomas Schwab/Wolfgang Staudinger | BRD     |